# МТС 547
МТС Trendy Touch 547 — сотовый телефон, производство которого началось в 2010 году в рамках новой линейки телефонов МТС. Выпускается в чёрном и белом исполнении. Производителем телефона является компания ZTE.

## Технические характеристики[1]
| Общие характеристики       | Общие характеристики       |
| -------------------------- | -------------------------- |
| Вес                        | 83 г                       |
| Размеры                    | 103 мм × 50,7 мм × 12,7 мм |
| Коммуникации               |                            |
| Доступ в интернет          | EDGE                       |
| Micro-USB                  | есть                       |
| Bluetooth                  | есть, версия 2.0           |
| SMS                        | есть                       |
| MMS                        | есть                       |
| GPS                        | нет                        |
| Дисплей                    |                            |
| Тип дисплея                | цветной TFT-экран          |
| Диагональ                  | 2,8" 240*400               |
| Сенсорный                  | да                         |
| Мультимедийные возможности |                            |
| Встроенная фотокамера      | 2 млн пикселей             |
| FM-радио                   | есть                       |
| Память                     |                            |
| Объём встроенной памяти    | 20 Мб                      |
| Тип карты памяти           | microSD до 8 гб.           |
| Питание                    |                            |
| Ёмкость аккумулятора       | 800 мА·ч                   |
| Время разговора            | 7,5 ч                      |
| Время ожидания             | 400 ч                      |
| Программное обеспечение    |                            |
| Операционная система       | неизвестно                 |
| Поддержка Java             | есть                       |

## Недостатки
У телефона много недостатков. Один из них заключается в том, что, при подключении к USB-порту компьютера, аппарат работает только в режиме накопителя и не поддерживает режим модема. Другой недостаток в том, что процессор не осиливает предустановленную версию браузера Opera Mini 5.0, а установить предыдущую версию не представляется возможным без перепрошивки, которая ведет к потере гарантии. И ещё один недостаток — сенсор крайне низкого качества.

## Opera Mini
Наиболее подходящая версия Opera Mini 4.4 Instinct.

Переустановить текущую версию Opera Mini 5.0 путём соединения МТС 547 с компьютером.

1) Подсоедините МТС 547 к компьютеру как «Накопитель».

2) В файловой системе найдите скрытую папку «@Java».

3) Найдите в папке файл «9000.jar», это и есть Opera Mini 5.0, сохраните копию файла.

4) Замените файл «9000.jar» на ранее скачанную версию Opera Mini 4.4 instinct или 4.2, переименовав его на «9000.jar». Готово, можно пробовать.